# Ібраїма Тандія
Ібраїма Тандія (фр. Ibrahima Tandia, нар. 12 липня 1993, Лонжюмо) — малійський футболіст, який грає на позиціях півзахисника і нападника в кувейтському клубі «Аль-Кадісія» та національній збірній Малі. Відомий за виступами в низці французьких, румунських та саудівських клубах.

## Клубна кар'єра
Ібраїма Тандія народився 1993 року у французькому місті Лонжюмо. Розпочав займатися футболом у юнацькій команді клубу «Массі 91», пізніше продовжив занняття у школах клубів «Булонь-Біянкур» та «Сошо». У дорослому футболі дебютував 2011 року виступами за другу команду клубу «Сошо», за яку зіграв у 4 матчах чемпіонату. У цьому ж році перейшов до складу клубу «Кан», проте за 2 роки зіграв за головну команду клубу лише 1 матч. У 2014 році нетривалий час перебував в іспанському клубі та «Алавес», за який не зіграв жодного матчу в основі, та повернувся до Франції, де став гравцем клубу«Тур». У цій команді футболіст вже мав більше ігрової практики, й за 4 роки перебування в команді Тандія провів у її складі 59 матчів, у яких відзначився 6 забитими м'ячами.
У 2018 році Ібраїма Тандія перейшов до румунського клубу «Сепсі ОСК», в якому провів сезон 2018—2019 років. У 2019 році футболіст перейшов до саудівського клубу «Аль-Хазм», проте за півроку його віддали в оренду до туніського клубу «Сфаксьєн». За півроку француз малійського походження повернувся до «Аль-Хазма», де вже мав більше ігрової практики, і став у складі команди чемпіоном Саудівської Аравії. У 2021 році футболіста віддали в оренду до іншого саудівського клубу «Аль-Адалх», де Тандія також був гравцем основного складу, та зіграв за рік 28 матчів, у яких відзначився 11 забитими м'ячами.
У середині 2022 року Ібраїма Тандія став гравцем лівійського клубу «Аль-Аглі» (Триполі). З 2023 року малійський футболіст грає в кувейтському клубі «Аль-Кадісія».

## Виступи за збірні
2008 року Ібраїма Тандія дебютував у складі юнацької збірної Франції, загалом на юнацькому рівні взяв участь у 17 іграх, відзначившись 2 забитими голами.
У 2016 році Тандія вирішив грати за свою історичну батьківщину, та розпочав грати у складі молодіжної збірної Малі. На молодіжному рівні зіграв у 4 офіційних матчах, забив 1 гол.
2019 року Ібраїма Тандія дебютував в офіційних матчах у складі національної збірної Малі. З того часу зіграв у складі національної збірної 3 матчі, в яких забитими м'ячами не відзначився.

## Титули і досягнення
- Саудівська Прем'єр-ліга: (1)

«Аль-Хазм»: 2020—2021